# 9. říjen
9. říjen je 282. den roku podle gregoriánského kalendáře (283. v přestupném roce). Do konce roku zbývá 83 dní.

## Události

### Česko
- 1410 – Poprvé v listinách zmíněn pražský Staroměstský orloj.
- 1921 – Premiéra Janáčkovy symfonické básně Taras Bulba v Brně.
- 1928 – Největší česká stavební katastrofa. V Praze se na rohu ulice Na Poříčí a Biskupské k zemi sesunul dokončovaný sedmipatrový Obchodní dům Jakesch i s 87 dělníky.
- 1929 – Zaregistrována nová značka Československých motocyklů – Jawa. Jméno firmy vzniklo složením jména zakladatele Františka Janečka, který zakoupil licenci na výrobu motocyklů Wanderer.
- 1931 – První rozhlasové vysílání ze záznamu na voskové desce - reportáž Josefa Laufera z fotbalového utkání ČSR – Jugoslávie.
- 1969 – Československá vláda zakázala vycestování jednotlivců na Západ kvůli velkému nárůstu emigrace.
- 1970 – Premiéra českého vědeckofantastického dobrodružného filmu Bořivoje Zemana Na kometě podle románu Julese Vernea.
- 2008 – Syn provozovatele Matějské pouti Václav Kočka mladší byl zastřelen podnikatelem Bohumírem Ďuričkem po skončení křtu knihy šéfa ČSSD Jiřího Paroubka v pražské restauraci Monarch.
- 2011 – Josef Váňa vyhrál s koněm Tiumen Velkou Pardubickou.
- 2017 – Předseda ANO 2011 Andrej Babiš a Jaroslav Faltýnek byli obžalování za podvod s financováním Čapího hnízda.

### Svět
- 1000 – Leif Eriksson objevil Vinland, noha Evropana poprvé stanula na půdě Severní Ameriky.
- 1238 – Jakub I. Aragonský dobyl Valencii a založil Valencijské království.
- 1531 – Katolické kantony vyhlásily válku kantonu Curych, začala druhá válka o Kappel.
- 1655 – Švédský král Karel X. Gustav obsadil Krakow.
- 1701 – Ve městě New Haven byla založena třetí nejstarší instituce vysokoškolského vzdělávání ve Spojených státech - Yaleova univerzita, která nese jméno svého prvního mecenáše Elihu Yalea.
- 1760 – Sedmiletá válka: ruské vojsko generálů Zachara Černyševa a Tottlebena a rakouské vojsko generála Franza Moritza Lacyho obsadilo Berlín.
- 1917 – V Rusku vznikl československý armádní sbor, jehož mužstvo zanedlouho dosáhlo počtu 40 000 vojáků.
- 1934 – Makedonští a chorvatští nacionalisté podnikli v Marseille úspěšný atentát na jugoslávského krále Alexandra I. a francouzského ministra zahraničí Louise Barthoua.
- 1962 – Uganda se stala republikou.
- 1963 – Katastrofa přehrady Vajont.
- 1970 – Vznik Khmerské republiky.
- 2004 – První demokratické volby v Afghánistánu.

## Narození

### Česko

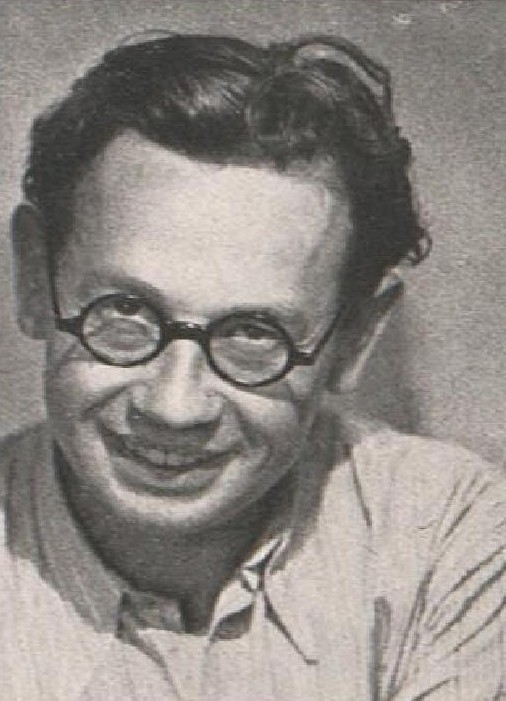
Josef Hlinomaz (* 1914)

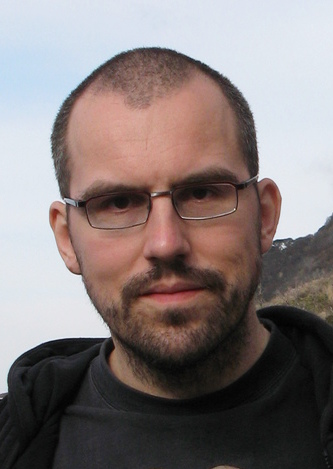
František Fuka (* 1968)

- 1766 – Bedřich Diviš Weber, hudební skladatel, hudební vědec a pedagog († 25. prosince 1842)
- 1823 – Antonín Ludvík Frind, litoměřický biskup († 25. října 1881)
- 1825 – Josef Jireček, etnograf, literární historik († 25. listopadu 1888)
- 1851
  - František Klement, spisovatel a cestovatel († 17. ledna 1933)
  - František Koláček, matematik a fyzik († 8. prosince 1913)
- 1862 – Stanislav Kubr, sedlák a politik († 21. října 1908)
- 1863 – Jiří Sumín, (Amálie Vrbová), spisovatelka († 11. listopadu 1936)
- 1870 – Viktorin Šulc, architekt a malíř († 20. března 1946)
- 1884 – Jára Sedláček, herec a režisér († 26. února 1929)
- 1888 – Julie Reisserová, hudební skladatelka a básnířka († 25. února 1938)
- 1899 – Karel Čipera, československý fotbalový reprezentant († 22. června 1981)
- 1902 – Ladislav Veselský, československý fotbalový reprezentant († ? 1960)
- 1903 – Karel Steklý, herec, scenárista a režisér († 5. července 1987)
- 1910 – Karel Kalaš, operní pěvec († 3. května 2001)
- 1914 – Josef Hlinomaz, herec, novinář, ilustrátor a malíř († 8. srpna 1978)
- 1917 – Vilibald Šťovík, hokejista († 8. listopadu 1948)
- 1922
  - Soběslav Sejk, herec († 19. dubna 2004)
  - Miroslav Galuška, novinář, překladatel a politik († 20. října 2007)
  - Ladislav Rychman, filmový režisér († 1. dubna 2007)
- 1925 – Josef Janáček, historik a pedagog († 20. října 1994)
- 1929 – Vladimír Menšík, herec († 29. května 1988)
- 1930 – Karel Novák, herec († 6. října 1980)
- 1937 – Eugen Jegorov, jazzový hudebník a herec († 28. prosince 1992)
- 1938 – Eva Pátková, překladatelka
- 1939
  - Alfréd Hampel, tenorista († 2. srpna 2014)
  - Oldřich Kníchal, novinář, spisovatel a překladatel († 21. března 2021)
- 1941 – Čestmír Hofhanzl, biochemik a politik († 5. ledna 2020)
- 1944 – Blanka Stárková, překladatelka
- 1945 – Jiří Kroupa, historik umění
- 1946 – Václav Glazar, herec, dramaturg, scenárista a kabaretiér († 11. července 2018)
- 1950 – Leo Pavlát, novinář, spisovatel a diplomat, ředitel Židovského muzea
- 1951 – František Dryje, básník, prozaik a esejista
- 1960 – Petr Štengl, spisovatel
- 1968 – František Fuka, filmový kritik, překladatel, publicista, hudební skladatel

### Svět

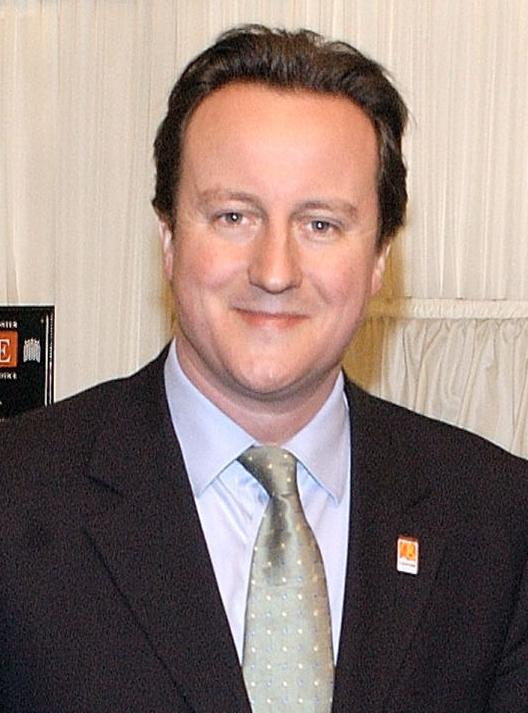
David Cameron (* 1966)

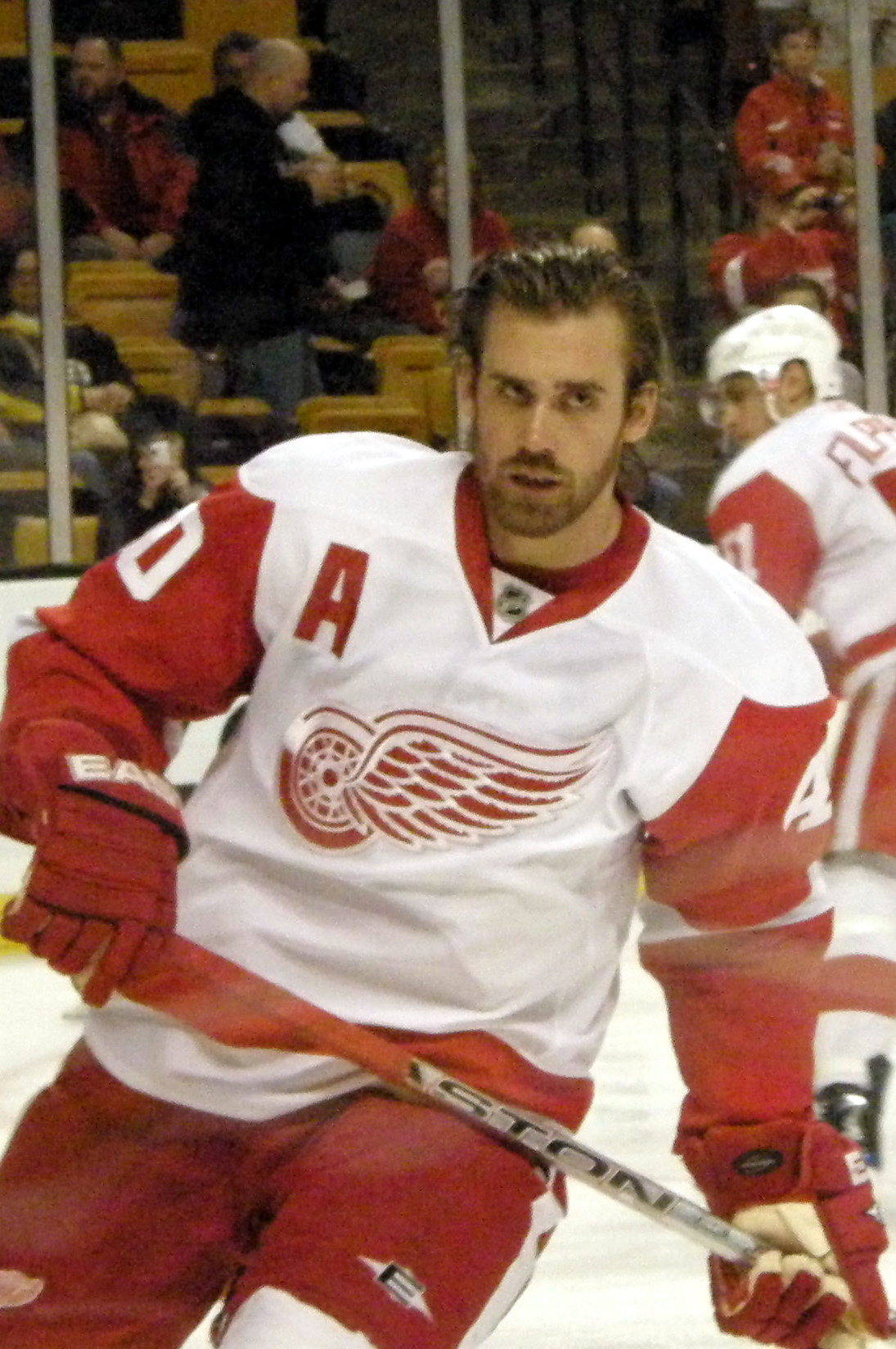
Henrik Zetterberg (* 1980)

- 1201 – Robert de Sorbon, francouzský teolog, zakladatel Sorbonny († 15. srpna 1274)
- 1221 – Salimbene z Parmy, italský kronikář († 1290)
- 1261 – Dinis I. Portugalský, král Portugalska a Algarve († 7. ledna 1325)
- 1527 – Adam z Ditrichštejna, rakouský šlechtic a zakladatel moravské větve Ditrichštejnů († 5. ledna 1590)
- 1574 – Alžběta Lotrinská, vévodkyně a kurfiřtka bavorská († 4. ledna 1635)
- 1586 – Leopold V. Habsburský, rakousko-tyrolský arcivévoda († 13. září 1632)
- 1593 – Nicolaes Tulp, holandský lékař, učenec a starosta Amsterodamu († 12. září 1674)
- 1623 – Ferdinand Verbiest, flámský misionář, teolog, matematik a astronom († 28. ledna 1688)
- 1666 – Christian August Saský, uherský primas, ostřihomský arcibiskup († 23. srpna 1725)
- 1704 – Ján Andrej Segner, německý fyzik, lékař, astronom, botanik, matematik a vynálezce († 5. října 1777)
- 1709 – Jean-Baptiste de Belloy, francouzský arcibiskup († 10. června 1808)
- 1757 – Karel X., francouzský král († 6. listopadu 1836)
- 1770 – Amédée Louis Michel Lepeletier, francouzský entomolog († 23. srpna 1845)
- 1787 – William Lewis, britský šachista († 22. října 1870)
- 1795 – Hermenegild von Francesconi, italský železniční inženýr († 8. června 1862)
- 1809 – Adolphe Franck, francouzský filosof († 1893)
- 1835 – Camille Saint-Saëns, francouzský hudební skladatel († 16. prosince 1921)
- 1852 – Hermann Emil Fischer, německý chemik, Nobelova cena 1902 († 15. července 1919)
- 1856 – Ludwig Hatschek, rakouský průmyslník († 15. července 1914)
- 1858 – Gerard Philips, nizozemský fyzik a podnikatel († 25. ledna 1942)
- 1859 – Alfred Dreyfus, francouzský důstojník, křivě obviněný a odsouzený za velezradu (tzv. Dreyfusova aféra) († 1935)
- 1860 – Wilhelm Michaelsen, německý zoolog († 18. února 1937)
- 1861 – Joseph Knaffl, americký výtvarný a portrétní fotograf († 23. března 1938)
- 1865 – Maud Watsonová, anglická tenistka († 5. června 1946)
- 1866 – Emine Nazikedâ Kadınefendi, manželka osmanského sultána Mehmeda VI. († 4. dubna 1941)
- 1873 – Karl Schwarzschild, německý fyzik a astronom († 11. května 1916)
- 1874 – Nikolaj Konstantinovič Rerich, ruský mystik, malíř, filozof, archeolog a spisovatel († 13. prosince 1947)
- 1878 – Ahn Chang-Ho, aktivista v hnutí za nezávislost Koreje († 10. března 1938)
- 1879 – Max von Laue, německý fyzik († 24. dubna 1960)
- 1881 – Victor Klemperer, německý spisovatel († 11. února 1960)
- 1884 – Helene Deutschová, americká psychoanalytička († 29. března 1982)
- 1888 – Nikolaj Bucharin, sovětský politik a novinář († 15. března 1938)
- 1892 – Ivo Andrić, jugoslávský prozaik, básník, esejista a diplomat († 13. března 1975)
- 1896 – Bill Cook, kanadský profesionální hokejista († 6. dubna 1986)
- 1897 – Albin Jansson, švédský reprezentační hokejový brankář († 22. března 1985)
- 1906 – Léopold Sédar Senghor, senegalský filozof, básník a první senegalský prezident († 2001)
- 1907 – Jacques Tati, francouzský režisér, scenárista a herec († 5. listopadu 1982)
- 1908
  - Rigmor Dahl Delphin, norský fotograf († 28. prosince 1993)
  - Werner von Haeften, účastník atentátu na Adolfa Hitlera († 21. července 1944)
- 1911 – Joe Rosenthal, americký fotograf († 20. srpna 2006)
- 1915 – Belva Plain, americká spisovatelka († 12. října 2010)
- 1916 – Marcel Lefrancq, belgický fotograf († 14. listopadu 1974)
- 1917 – Miklós Vásárhelyi, maďarský novinář a politik († 31. července 2001)
- 1920
  - Viliam Záborský, slovenský herec († 5. února 1982)
  - Yusef Lateef, americký multiinstrumentalista a skladatel († 23. prosince 2013)
- 1921 – Tadeusz Różewicz, polský básník a dramatik († 24. dubna 2014)
- 1923 – Chajim Guri, izraelský básník, spisovatel a filmový dokumentarista († 31. ledna 2018)
- 1931 – Pavol Hrivnák, slovenský ekonom, poslední komunistický předseda vlády († 3. února 1995)
- 1932 – Dvora Omer, izraelská spisovatelka († 2. května 2013)
- 1933
  - Peter Mansfield, anglický fyzik, Nobelova cena 2003 († 8. února 2017)
  - Ján Sokol, arcibiskup trnavský
- 1934 – Abdullah Ibrahim, jihoafrický hudebník
- 1935
  - Princ Edward, vévoda z Kentu, vnuk krále Jiřího V.
  - Donald McCullin, britský fotožurnalista
  - Johnnie Bassett, americký zpěvák a kytarista († 4. srpna 2012)
- 1936
  - Edmond Keosajan, sovětský filmový režisér a scenárista arménského původu († 21. dubna 1994)
  - Ľubomír Feldek, slovenský básník, prozaik, dramatik a překladatel
- 1938 – Heinz Fischer, rakouský spolkový prezident
- 1939 – John Pilger, australský žurnalista a dokumentarista († 30. prosince 2023)
- 1940 – John Lennon, britský zpěvák, skladatel a kytarista († 8. prosince 1980)
- 1943
  - Pete Cosey, americký kytarista († 30. května 2012)
  - Ronnie Barron, americký hudebník († 20. březen 1997)
- 1944 – John Entwistle, britský textař, zpěvák, baskytarista The Who († 27. červenec 2002)
- 1947 – France Gall, francouzská popová zpěvačka († 7. ledna 2018)
- 1948
  - Jackson Browne, americký folkový zpěvák-skladatel, kytarista, pianista
  - Caleb Quaye, britský kytarista
  - Gaby Schusterová, německá spisovatelka
  - Oliver Hart, americký ekonom, nositel Nobelovy ceny za ekonomii
- 1949 – Shera Daneseová, americká herečka
- 1950 – Jody Williams, americká učitelka a humanitární pracovnice, nositelka Nobelovy ceny za mír 1997
- 1951
  - Richard Chaves, americký herec
  - Billy Murcia, americký rockový bubeník († 6. listopadu 1972)
- 1952 – Sharon Osbourne, anglická moderátorka
- 1953
  - Sophie Calle, francouzská spisovatelka, fotografka a konceptuální umělkyně
  - Tony Shalhoub, americký herec
- 1954
  - Scott Bakula, americký herec
  - Dennis Stratton, anglický kytarista
  - David Lichtenstein, americký hudebník
- 1955 – Steve Ovett, britský olympijský vítěz v běhu na 800 metrů
- 1957
  - Herman Brusselmans, vlámský píšící belgický spisovatel
  - Jurij Usačov, ruský kosmonaut
- 1958 – Al Jourgensen, americký muzikant kubánského původu
- 1959
  - Boris Němcov, ruský politik, vicepremiér Ruské federace († 27. února 2015)
  - Thomas Wydler, švýcarský rockový bubeník
- 1966
  - David Cameron, premiér Spojeného království
  - Jekatěrina Golubeva, ruská herečka († 14. srpna 2011)
- 1967 – Eddie Guerrero, mexicko-americký profesionální wrestler († 13. listopadu 2005)
- 1969 – PJ Harvey, britská rocková zpěvačka a kytaristka
- 1975
  - Sean Lennon, americký zpěvák a kytarista, druhorozený syn Johna Lennona
  - Mark Viduka, australský fotbalista
- 1979 – Brandon Routh, americký herec a model
- 1980 – Henrik Zetterberg, švédský lední hokejista
- 1981 – Urška Žolnirová, slovinská judistka
- 1983 – Taťjana Lysenková, ruská kladivářka
- 1988 – Blessing Okagbareová, nigerijská atletka, sprinterka a skokanka do dálky
- 1990 – Kevin Kampl, slovinský fotbalista
- 1993 – Lauren Davisová, americká tenistka
- 1994 – Jodelle Ferland, kanadská herečka
- 1996
  - Bella Hadid, americká supermodelka
  - Jared Donaldson, americký tenista
  - Julia Simonová, francouzská biatlonistka

## Úmrtí

### Česko

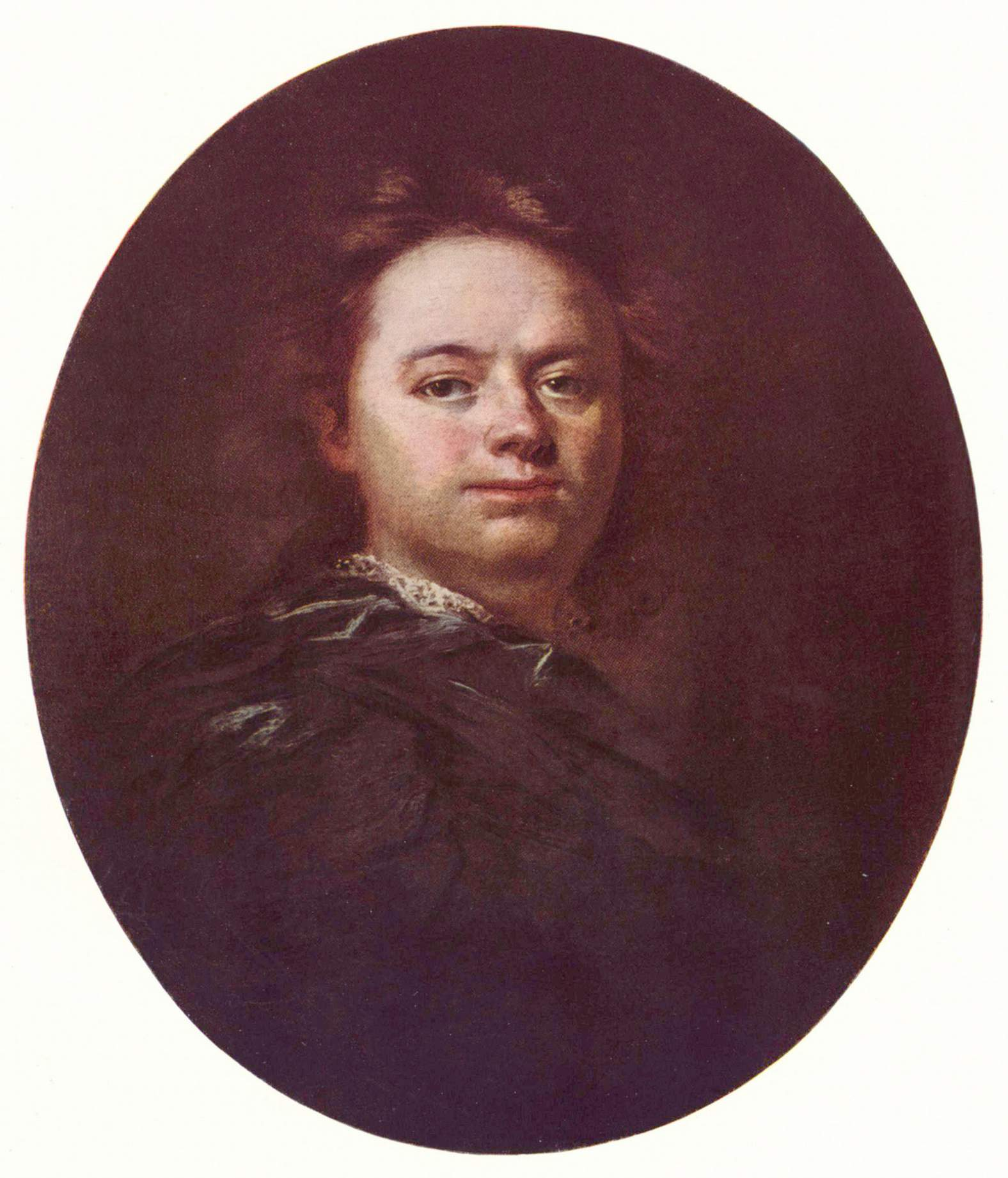
Václav Vavřinec Reiner († 1743)

- 1523 – Petr IV. z Rožmberka, hejtman království českého (* 17. ledna 1462)
- 1636 – Karel starší ze Žerotína, moravský šlechtic a politik (* 15. září 1564)
- 1743 – Václav Vavřinec Reiner, malíř vrcholného baroka (* 8. srpna 1689)
- 1857 – Josef Ressel, vynálezce lodního šroubu (* 29. června 1793)
- 1863 – Rudolf Skuherský, český matematik (* 23. dubna 1828)
- 1887 – Karel Linha, právník a sokolský funkcionář (* 20. října 1833)
- 1897 – Karl Goldberg, poslanec Českého zemského sněmu a starosta Varnsdorfu (* 1836)
- 1902 – Vilém Jičinský, ostravský báňský odborník (* 26. srpna 1832)
- 1912 – Václav Reichert, český právník a politik (* 6. srpna 1834)
- 1926 – Emil Burian, český operní pěvec (* 12. prosince 1876)
- 1931 – Antal Stašek, spisovatel (* 22. července 1843)
- 1936 – Ladislav Ryšavý, český překladatel z ruštiny (* 20. dubna 1880)
- 1958 – Jan Otakar Martin, český herec (* 27. prosince 1888)
- 1961 – Karel Myslikovjan, malíř (* 27. leden 1911)
- 1962 – Vratislav Vycpálek, český hudební vědec, skladatel a folklorista (* 30. července 1892)
- 1973
  - Jiří Štaidl, český písňový textař, scenárista, hudebník a divadelní manažer (* 22. ledna 1943)
  - Josef Plíhal, matematik, politik a podnikatel (* 12. března 1904)
- 1982 – Arnošt Steiner, český voják, válečný hrdina (* 12. ledna 1915)
- 1992 – Ladislav Koubek, československý fotbalový reprezentant (* 21. dubna 1920)
- 1996 – Věra Hrochová, česká historička a byzantoložka (* 25. června 1933)
- 2000 – Ladislav Čepelák, grafik, kreslíř a ilustrátor (* 25. června 1924)
- 2001 – Judita Čeřovská, zpěvačka (* 21. dubna 1929)
- 2007 – Anatoli Kohout, bubeník (Katapult) (* 9. září 1946)
- 2014 – Václav Burian, novinář, překladatel, literární kritik a básník (* 28. srpna 1959)

### Svět

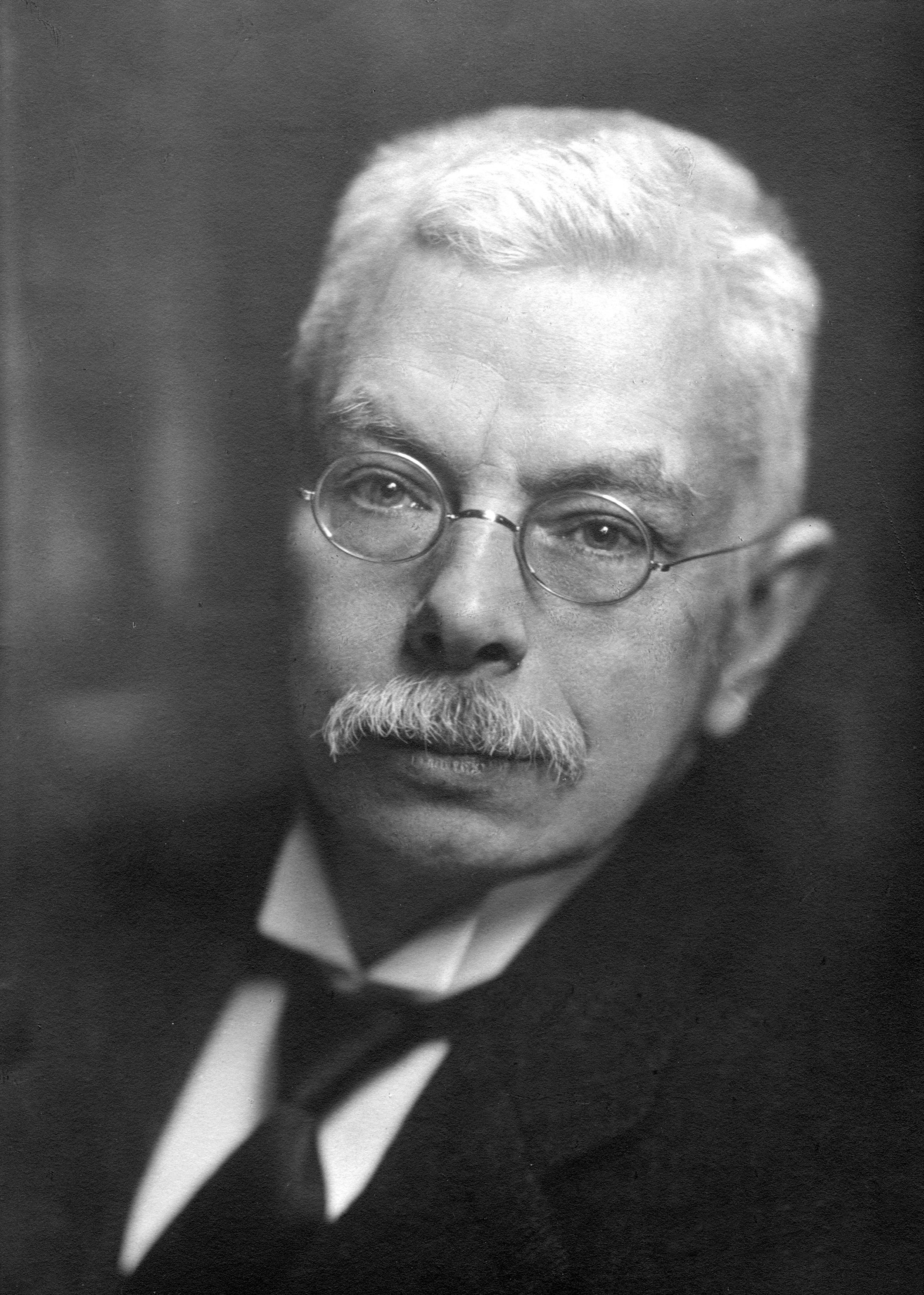
Pieter Zeeman († 1943)

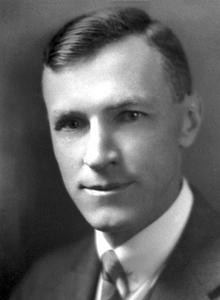
William Parry Murphy († 1987)

- 1047 – Klement II., papež (* 1005)
- 1267 – Ota III. Braniborský, markrabě braniborský (* 1217)
- 1273 – Alžběta Bavorská, římskoněmecká královna, královna sicilská a jeruzalémská jako manželka Konráda IV. (* asi 1227)
- 1390 – Jan I. Kastilský, král Kastilie a Leónu (* 24. srpna 1358)
- 1609 – Svatý Jan Leonardi, katolický kněz, zakladatel Společnosti kleriků Matky Boží (* 1541)
- 1619 – Markus Sittikus von Hohenems, salcburský arcibiskup (* 1574)
- 1661 – Juraj IV. Druget, župan Užské župy (* 8. června 1633)
- 1688 – Claude Perrault, francouzský architekt, teoretik umění, překladatel a lékař (* 25. září 1613)
- 1690 – Henry FitzRoy, první vévoda z Graftonu, nemanželský syn anglického krále Karla II. (* 28. září 1663)
- 1705 – Johann Christoph Wagenseil, německý filozof, orientalista, hebraista a právník (* 26. listopadu 1633)
- 1709 – Barbara Palmerová, hraběnka z Castlemaine a vévodkyně z Clevelandu, milenka anglického krále Karla II. Stuarta (* 27. listopadu 1640)
- 1741 – Domenico Lalli, italský básník a operní libretista (* 27. března 1679)
- 1747 – David Brainerd, americký misionář amerických indiánů (* 20. dubna 1718)
- 1797 – Ga'on z Vilna, židovský učenec (* 23. dubna 1720)
- 1802 – Ferdinand Parmský, parmský vévoda (* 1751)
- 1831 – Joannis Kapodistrias, řecký politik a diplomat (* 11. února 1776)
- 1841 – Karl Friedrich Schinkel, pruský architekt, malíř a scénograf (* 13. března 1781)
- 1854 – Carl Gustaf Mannerheim, finský entomolog (* 10. srpna 1797)
- 1867 – Georgi Rakovski, bulharský spisovatel a revolucionář (* 14. dubna 1821)
- 1873 – John Evan Thomas, velšský sochař (* 15. ledna 1810)
- 1886 – Jean Jacques Alexis Uhrich, francouzský vojenský velitel (* 15. února 1802)
- 1887 – Maurice Strakosch, americký hudebník a impresário českého původu (* 15. ledna 1825)
- 1893 – Dionýz Štúr, slovenský geolog a paleontolog (* 2. dubna 1827)
- 1895 – Thomas Keith, skotský lékař a fotograf (* 27. května 1827)
- 1900 – Najden Gerov, bulharský obrozenec (* 23. února 1823)
- 1906 – Joseph Glidden, vynálezce ostnatého drátu (* 18. ledna 1813)
- 1911 – Elzéar Abeille de Perrin, francouzský entomolog (* 3. ledna 1843)
- 1917 – Sára Aaronsohnová, členka židovské špionážní sítě Nili (* 6. ledna 1890)
- 1918 – Raymond Duchamp-Villon, francouzský sochař (* 5. listopadu 1876)
- 1924 – Valerij Brjusov, ruský spisovatel, literární kritik a historik (* 13. prosince 1873)
- 1925 – Hugo Preuß, německý právník, profesor a politik (* 28. října 1860)
- 1934
  - Vlado Černozemski, bulharský revolucionář a atentátník (* 19. října 1897)
  - Alexandr I. Karađorđević, jugoslávský král (* 16. prosince 1888)
  - Louis Barthou, francouzský politik (* 25. srpna 1862)
- 1937 – Arnošt Ludvík Hesenský, poslední velkovévoda hesenský (* 25. listopadu 1868)
- 1943 – Pieter Zeeman, nizozemský fyzik, nositel Nobelovy ceny (* 25. května 1865)
- 1944 – Friedl Dicker-Brandeisová, rakouská výtvarnice (* 30. června 1898)
- 1950
  - Nicolai Hartmann, německý filosof (* 20. února 1882)
  - Stanisław Szeptycki, polský generál (* 3. listopadu 1867)
  - Dimitrij Nikolajevič Uznadze, sovětský psycholog a filozof (* 2. prosince 1886)
- 1955
  - Theodor Innitzer, vídeňský arcibiskup a rakouský kardinál (* 25. prosince 1875)
  - Henry Evelyn Bliss, americký knihovník (* 28. ledna 1870)
  - Georg Placzek, český teoretický fyzik (* 26. září 1905)
- 1958 – Pius XII., papež (* 2. března 1876)
- 1967
  - André Maurois, francouzský spisovatel (* 26. července 1885)
  - Che Guevara, argentinský revolucionář a vůdce guerrily (popraven) (* 14. června 1928)
  - Cyril Norman Hinshelwood, anglický fyzikální chemik, Nobelova cena za chemii 1956 (* 19. června 1897)
  - Gordon Allport, americký psycholog (* 11. listopadu 1897)
  - Joseph Pilates, německý tvůrce cvičení pilates (* 9. prosince 1883)
- 1970 – Jean Giono, francouzský spisovatel(* 1895)
- 1973 – Gabriel Marcel, francouzský filosof, dramatik a kritik (* 1889)
- 1974 – Oskar Schindler, rakouský obchodník, zachránce 1 200 Židů (* 28. dubna 1908)
- 1978 – Jacques Brel, belgický šansoniér, písničkář, básník, herec a režisér (* 1929)
- 1979 – John Carver Meadows Frost, britský letecký konstruktér (* 1915)
- 1980 – Bronisław Duch, polský generál za druhé světové války (* 15. listopadu 1896)
- 1982
  - Charles E. Brown, britský letecký fotograf (* 20. ledna 1896)
  - Anna Freudová, britská psychoanalytička rakouského původu (* 1895)
- 1986 – Harald Reinl, německo-rakouský filmový režisér (* 9. července 1908)
- 1987 – William Parry Murphy, americký lékař,nositel Nobelovy ceny (* 1892)
- 1988
  - Mousey Alexander, americký jazzový hudebník (* 29. června 1922)
  - Felix Wankel, německý mechanik a konstruktér (* 13. srpna 1902)
- 1995 – Alec Douglas-Home, britský politik (* 2. července 1903)
- 1999 – Milt Jackson, americký hudebník (* 1. ledna 1923)
- 2004 – Bryan R. Wilson, anglický profesor sociologie (* 23. června 1926)
- 2006 – Marek Grechuta, polský zpěvák, hudební skladatel a textař (* 1945)
- 2010
  - Zecharia Sitchin, izraelský novinář a záhadolog (* 11. července 1920)
  - Maurice Allais, francouzský ekonom, Nobelova cena 1988 (* 31. května 1911)
- 2012 – Elo Romančík, slovenský herec (* 17. prosince 1922)
- 2013 – Wilfried Martens, premiér Belgie (* 19. dubna 1936)
- 2015 – Richard F. Heck, americký chemik, nositel Nobelovy ceny (* 15. srpna 1931)
- 2016 – Andrzej Wajda, polský filmový režisér a dramatik (* 6. března 1926)
- 2017 – Jean Rochefort, francouzský herec (* 29. dubna 1930)
- 2018 – Thomas A. Steitz, americký biochemik, nositel Nobelovy ceny za chemii (* 23. srpna 1940)
- 2024
  - Leif Segerstam, finský dirigent a hudební skladatel (* 2. března 1944)
  - Dieter Burdenski, německý fotbalista a trenér (* 26. listopadu 1950)

## Svátky

### Česko
- Štefan
- Sára, Sibyla
- Denis
- Dionýz, Dionýzka
- Diviš
- Gunter, Gunar, Günter

Katolický kalendář
- Svatý Dionýsius a druhové
- Svatý Jan Leonardi

### Svět
- Světový den pošty (od roku 1874)
- Světový den tažných ptáků
- Uganda: Den nezávislosti
- Ekvádor: Guayaquil den nezávislosti
- Peru: Den národní hrdosti
- Hongkong: Konfuciovy narozeniny
- Kanada: Díku vzdání (je-li pondělí)
- Samoa: Bílá neděle (je-li neděle)
- Korea: Den korejské abecedy

## Pranostiky

### Česko
- Je-li déšť na svatého Diviše, bude mokrá zima.
- Kdo se těší, že do Diviše zasel, ať se netěší na úrodu.

| 9. říjen v pražském KlementinuÚdaje jsou platné k 8. 7. 2025. | 9. říjen v pražském KlementinuÚdaje jsou platné k 8. 7. 2025. | 9. říjen v pražském KlementinuÚdaje jsou platné k 8. 7. 2025. |
| minimum                                                       | denní průměr                                                  | maximum                                                       |
| ------------------------------------------------------------- | ------------------------------------------------------------- | ------------------------------------------------------------- |
| 0,3 °C (1912)                                                 | 11,9 °C (od 1961)                                             | 23,3 °C (1997)                                                |